# Francisco de Herrera Maldonado
Francisco de Herrera Maldonado (Oropesa, 1584-post 1633) fue un humanista, escritor, historiador, traductor y orientalista español.

## Biografía
Nació en Oropesa en 1584 y se educó en el estudio que los jesuitas tenían en la villa. Se debió relacionar estrechamente con el VI Conde de Oropesa, quien tal vez fue su mecenas y protector, ya que ejerció de relacionero para él. Se licenció en Teología y fue canónigo por la Santa Iglesia Real de Arbas de León. Gran amigo de Lope de Vega, este le dedicó la silva segunda de su Laurel de Apolo (1630) e incluyó una décima de elogio en su Luciano español (1621), traducción indirecta y no literal (era lo más frecuente en la época) de ocho diálogos de Luciano de Samósata: El cínico, El gallo, El Philopseudes, El Aqueronte, El Icaromenipo, El Toxaris, La Virtud diosa y El Hércules-Menipo. Estas versiones le parecían a Marcelino Menéndez y Pelayo retraducciones desde el latín, hinchadas, parafrásticas y poco de fiar:
Tradujo del latín con tan escaso respeto al texto que interpretaba, que no dudó en añadir pensamientos, frases, periodos y hasta páginas enteras [...] Aun en los pasajes menos corrompidos por el mal gusto cuesta trabajo reconocer a Luciano envuelto en las innumerables perífrasis, circunloquios y amplificaciones retóricas de su sacrílego intérprete.
Continúa diciendo que más que una "bella infiel", la traducción de De Herrera es "una fea infidelísima". Pese a todo, Francisco de Herrera figura en la lista de autoridades sobre el idioma de la Real Academia Española. Como orientalista tradujo al castellano la muy importante Crónica en portugués de Fernão Mendes Pinto. Tal vez su última obra fue una biografía de Bernardino de Obregón, fundador de una orden de religiosos enfermeros, que fue publicada en 1633.

## Obras
- Catálogo de los autores que han escrito de las Indias orientales, Japón y China y de sus situaciones, navegación y conquistas (1620).
- Traducción de Luciano de Samosata, Luciano Español. Diálogos morales, útiles por sus documentos. Traducción castellana del Licdo. D. Francisco de Herrera Maldonado. Canónigo de la Santa Iglesia Real de Arbas de León, y natural de la villa de Oropesa. En Madrid: viuda de Cosme Delgado, 1621; hubo una segunda edición al filo del siglo XIX: Diálogos Morales de Luciano, traducidos del Griego por el licenciado Don Francisco Herrera Maldonado, Canónigo de la Santa Iglesia Real de Arbas de León, y natural de la villa de Oropesa. Madrid: Imprenta de Manuel Álvarez, 1796.
- Jacopo Sannazaro, Sannazaro español. Los tres libros del parto de la Virgen Nuestra Señora, 1616. Es una versión del poema sacro de Sannazaro De partu Virginis (1526).
- Trad. de Fernão Mendes Pinto, Historia oriental de las peregrinaciones de Fernán Méndez Pinto, portugués, adonde se escriven muchas y muy estrañas cosas que vio, y oyó, en los Reynos de la China, Tartaria, Sornao, que vulgarmente se llama Siam, Calamiñam, Peguu, Martauam y otros muchos de aquellas partes orientales, de que en estas nuestro Occidente hay muy poca, o ninguna noticia. Casos famosos, acontecimientos admirables. Leyes, govierno, trages, Religión y costumbres de aquellos gentiles de Asia... Madrid: Viuda de Luis Sánchez, 1620 (es traducción de la Peregrinaçam... Lisboa: Pedro Crasbeeck, a cuesta de Belchior de Faria, 1614, de Fernão Mendes Pinto).
- Epitome historial del Reyno de la China: muerte de su reyna, madre de este Rey que hoy vive, que sucedió al treinta de março del mil y seiscientos y diez y siete. Sacrificios y cerimonias de su entierro. Con la descripción de aquel imperio. Y la introducción en él de nuestra Santa Fe Catholica. Madrid: Andrés Parra, 1620.
- Discurso panegírico y descendencia de los Toledos de Castilla (1622)
- Relación de los casamientos del sexto conde de Oropesa don Fernando Álvarez de Toledo (se nombra en el Discurso panegírico)
- Libro de la vida y maravillosas virtudes del Siervo de Dios Bernardino de Obregón, padre y fundador de la Congregación de los Enfermeros Pobres, y autor de muchas obras pías en Madrid y otras partes (1633).